# Nokia Lumia 610
Nokia Lumia 610 är den fjärde Windows Phone baserade mobiltelefonen från Nokia och annonserades 27 februari 2012, vid samma lansering som för den icke-amerikanska varianten av Nokia Lumia 900.
Förutom Windows Phone 7.5 som system har mobilen även Nokias lösning för kostnadsfri navigering med mera.
Lumia 610 var vid annonseringen Nokias Windows Phone-mobil med lägst modellnummer och därvid den med lägst pris. Dessutom var modellen den med långsammast processor och minsta mängden RAM, detta efter att Microsoft tillät tillverkarna att sälja modeller med sämre specifikationer än tidigare systemkravet med bland annat 512 MB RAM.
Den 11 april 2012 annonserade Nokia en speciell NFC-version av Lumia 610 .